# Hemithea pictifimbria
Hemithea pictifimbria là một loài bướm đêm trong họ Geometridae.